# Amalfi
«Амальфі» (італ. Amalfi) — броненосний крейсер типу «Піза» Королівських ВМС Італії початку XX століття.

## Історія створення
Крейсер «Амальфі» був закладений 24 липня 1905 року на верфі «Cantieri navali Odero» у Генуї. Спущений на воду 15 травня 1908 року, вступив у стрій 1 вересня 1909 року.

## Історія служби

### Італійсько-турецька війна
Під час італійсько-турецької війни крейсер «Амальфі» діяв поблизу Дарданелл, Киренаїки, Триполітанії та в Егейському морі. 
24 вересня ескадра італійського флоту, куди, крім «Амальфі», входили лінкори «Рома» та «Наполі», крейсери «Джузеппе Гарібальді», «Піза», «Франческо Ферруччо» та «Варезе», а також 2 дивізіони есмінців вирушила на блокаду Триполі. 
3 жовтня частина ескадри вирушила до Тобрука, де здійснювала обстріл міста. 4 жовтня Тобрук був захоплений .
15 жовтня «Амальфі», «Піза», «Наполі», «Сан-Марко», 3 есмінці та 2 міноносці вирушили до міста Дерна. Після того, як турецький гарнізон відмовився капітулювати, італійські кораблі обстріляли місто та висадили десант. Турки відповіли рушничним вогнем, після чого крейсер «Піза» обстріляв місто зі 190-мм гармат, завдавши йому значних руйнувань. Увечері місто було захоплене італійськими військами.
18 жовтня ескадра у складі лінкора «Наполі», «Вітторіо Еммануеле», крейсерів «Амальфі», «Піза», «П'ємонте», «Етрурія», «Лігурія», «Ломбардія» та кораблів супроводу ескортували італійський конвой з транспортами, який доставив десант, який 20 жовтня захопив Бенгазі.
У 1912 році крейсер був включений до складу 1-го Дивізіону флоту, разом з лінкорами «Рома», «Наполі», «Вітторіо Еммануеле», крейсерами «Піза», «Сан-Марко» та «Веттор Пізані».
13 квітня ескадра вирушила в Егейське море для обстрілу турецького узбережжя. 17 квітня 1-й дивізіон об'єднався поблизу Астипалеї з 2-м Дивізіоном у складі лінкорів «Реджіна Маргерита», «Бенедетто Брін», «Еммануеле Філіберо», «Амміральйо ді Сен-Бон», крейсерів «Джузеппе Гарібальді», «Франческо Ферруччо» та «Варезе». 
Італійська ескадра, в авангарді якої були «Піза» та «Амальфі», вирушила до Дарданелл, намагаючись виманити турецький флот. При наближенні до протоки 4 турецькі батареї відкрили вогонь. Артилерійська перестрілка тривала 2 години на дистанції 8 км. 19 квітня більша частина італійської ескадри вирушила до Італії. «Піза», «Амальфі» та кораблі супроводу залишились поблизу Дарданелл для знищення телеграфних кабелів та берегової інфраструктури зв'язку.
28 квітня кораблі висадили десант, який захопив острів Астипалея. У травні крейсер «Піза» брав участь в окупації острова Калімнос (Додеканеські острови).
Після закінчення війни крейсер «Амальфі» супроводжував королівську яхту «Трінакріа» (італ. Trinacria), на борту якої перебували король Віктор Емануїл III та його дружина Олена, які відвідали Кіль та Стокгольм.

### Перша світова війна
Коли у квітні 1915 року Італія вступила у Першу світову війну, крейсер «Амальфі» перебував у Таранто.
У червні він разом з крейсерами «Піза», «Сан-Марко» та «Сан-Джорджо» був переведений у Венецію для захисту адріатичного узбережжя від атак австро-угорського флоту.
Уночі 7 липня 1915 року «Амальфі» разом з міноносцями «Каліпсо» (італ. Calipso) та «Прочоне» (італ. Procione) вирушив у розвідувальне плавання до австро-угорського порту Пола. На відстані 30 миль на схід, поблизу Кіоджі кораблі мали зустрітись з есмінцями «Берсальєре» та «Імпавідо». 
О 4-й ранку ескадра була атакована німецьким підводним човном «SM UB-14» (оскільки Німеччина на той момент ще не перебувала у стані війни з Італією, човен перебував у складі австро-угорського флоту під бортовим номером «U-26»). Підводний човен випустив 450-мм торпеду, яка влучила у лівий борт крейсера, який затонув менше, ніж за 30 хвилин. Загинуло 72 членів екіпажу, 682 були врятовані кораблями супроводу.
Крейсер «Амальфі» став найбільшим військовим кораблем, потопленим підводним човном під час Першої світової війни. Рештки корабля були знайдені лише у 1986 році.